# 羅秉成
羅秉成（1962年—），中華民國政治人物及律師，曾任行政院政務委員、行政院發言人、社團法人台灣冤獄平反協會理事長、財團法人法律扶助基金會董事長。現為多羅法律事務所負責人。
2012年與葉建廷律師、高涌誠律師、時任台大教授王兆鵬等人共同發起設立台灣冤獄平反協會，2017年與溫欽彥律師合夥經營弘理法律事務所，並在國立臺灣大學法律學院擔任專任講師。2017年至2024年擔任行政院政務委員；2020年至2023年兼任發言人，同年其繼任者陳宗彥因涉及緋聞引咎請辭，遂在3月至5月間再度兼任代理發言人。

## 經歷
羅秉成是蘇建和案的義務辯護律師之一，也曾經擔任2004年中華民國總統選舉陳水扁、呂秀蓮選舉無效及當選無效訴訟之代理辯護律師，並打贏了這場全國矚目的訴訟。

### 法制政委
- 擔任敦睦艦隊染疫等案的指定調查人員和召集人。
- 律師法修法，開了約30場審查會議，讓利害團體暢所欲言進行「辯論，羅政委負責穿針引線，找到共識往前推動。
- 性平三法（性別平等教育法、性別平等工作法、性騷擾防治法[6]）修正，在一個月內開了超過20場會議，藉由高密度、高強度討論如何補足雇主責任的漏洞；
- 同婚專法、
- 跟蹤騷擾防治法、性暴力犯罪防制四法（中華民國刑法、犯罪被害人權益保障法、性侵害犯罪防治法與兒童及少年性剝削防制條例[7]）。

- 人工智慧基本法草案

### 卸任後
- 2025年6月9日，羅秉成回歸律師本行，在新竹市東區成立「多羅法律事務所」，前總統蔡英文、前行政院長蘇貞昌、立法院民進黨團總召柯建銘都前來祝賀[8]。

## 榮譽

### 中華民國勳章獎章
- 二等景星勳章（2024年5月14日於總統府頒授）[9]